# 白天鹅 (哈萨克传说)
白天鹅，或称白天鹅的故事、白天鹅的传说，哈萨克族神话传说，有关哈萨克族的民族起源。

## 传说
传说大致内容为古时有一个年轻将领、勇士或猎人，有的版本称其名为卡勒恰·哈德尔，受重伤后被困于沙漠或戈壁之中，梦中或昏迷中被一只从天而降的白色天鹅拯救，拯救过程各个版本稍有不同，大致包括以口涎将男子救活，然后将男子引到水源处饮水，最后男子乘天鹅返回家乡或己方军营等内容。等男子苏醒后，发现身边有一名由天鹅化身的姑娘，男子与这个姑娘结婚后生下一个男孩，取名为“哈萨克”或“哈孜阿克”，名字含义为白天鹅。男孩长大后生育有长子阿克阿尔斯、次子别克阿尔斯和幼子江阿尔斯三个儿子，分别是大玉兹、中玉兹、小玉兹的始祖。

## 影响
哈萨克人自古把天鹅视为圣鸟而加以崇拜，禁止捕杀。有些哈萨克族萨满巫师会头上披着白天鹅毛皮，脖子上系着各种布条，执手杖四处流浪。哈萨克传统娱乐活动姑娘追，传说便是由白天鹅所化始祖结婚时夫妻二人骑着白色骏马互相追逐，沿袭而来的习俗。
哈萨克典型舞蹈形式中的天鹅舞也被认为与白天鹅民族起源传说有关。哈萨克族奉白天鹅为民族母亲，天鹅舞观感偏神圣，带有一些图腾膜拜性质。

## 衍生作品
2016年4月21日，吉林省文化援疆重点项目、少数民族题材电影《白天鹅》在乌鲁木齐市新疆艺术剧院举行首映式，电影主题是发生在阿勒泰的爱情故事。